# George Boas
George Boas (* 28. August 1891 in Providence, Rhode Island; † 17. März 1980 in Towson, Maryland) war ein US-amerikanischer Philosophiehistoriker und Professor für Philosophie an der Johns Hopkins University.

## Leben
Boas studierte an der Brown University und erwarb dort 1913 einen BA und anschließend einen MA in Philosophie. Danach setzte er sein Studium für kurze Zeit an der Columbia University und schließlich an der University of California at Berkeley fort, wo er 1917 zum PhD promoviert wurde. 1921 wurde Boas von Arthur Oncken Lovejoy  an der Johns Hopkins University als Philosophiehistoriker angestellt. Während des Zweiten Weltkriegs diente er als Commander in der Naval Reserve. Einer seiner undergraduate students war Alger Hiss, mit dem er in Kontakt blieb. 1956 wurde er emeritiert, blieb jedoch nach einem kurzen Aufenthalt 1956 am Institute for Advanced Study als Fellow am Center for the Humanities 1961 bis 1962 an der Wesleyan University und als Andrew-W.-Mellon-Gastprofessor an der University of Pittsburgh weiter wissenschaftlich aktiv.
Seit 1950 war er gewähltes Mitglied der American Philosophical Society. 1957 wurde er zum Mitglied der American Academy of Arts and Sciences gewählt. Die Académie royale des Sciences, des Lettres et des Beaux-Arts de Belgique nahm ihn 1960 als assoziiertes Mitglied auf.

## Forschungsgebiete
Boas arbeitete zum Primitivismus, zum Rationalismus und zur antiken Philosophie, insbesondere zu Platon. Er hat auch die Schrift eines nicht weiter bekannten Horapollon mit dem Titel Hieroglyphica aus dem Altgriechischen übersetzt.

## Schriften (Auswahl)
- The Major Traditions of European Philosophy. 1929.
- A Primer for Critics. 1937.
- Dominant Themes in Modern Philosophy. 1957.
- The Inquiring Mind. 1959.
- Rationalism in Greek Philosophy. 1961.
- The Limits of Reason. Harper & Brothers, 1961.
- The Heaven of Invention. 1962.
- The cult of childhood. Warburg Institute, London 1966.
- Vox Populi. 1969.
- The History of Ideas. An Introduction. 1969.
- Wingless Pegasus. A Handbook for Critics. 1950.
- mit Harold Wrenn: What is a Picture. 1964.

Übersetzung
- The Hieroglyphics of Horapollo. Translated and introduced by George Boas. With illustrations by Albrecht Dürer. 1950; Nachdruck with a new foreword by Anthony T. Grafton. Princeton University Press, 1993.